# Liste des parcs d'État du Connecticut

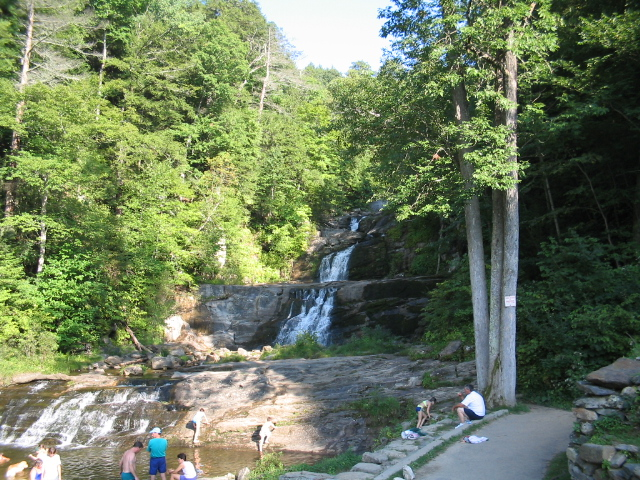
Kents Falls

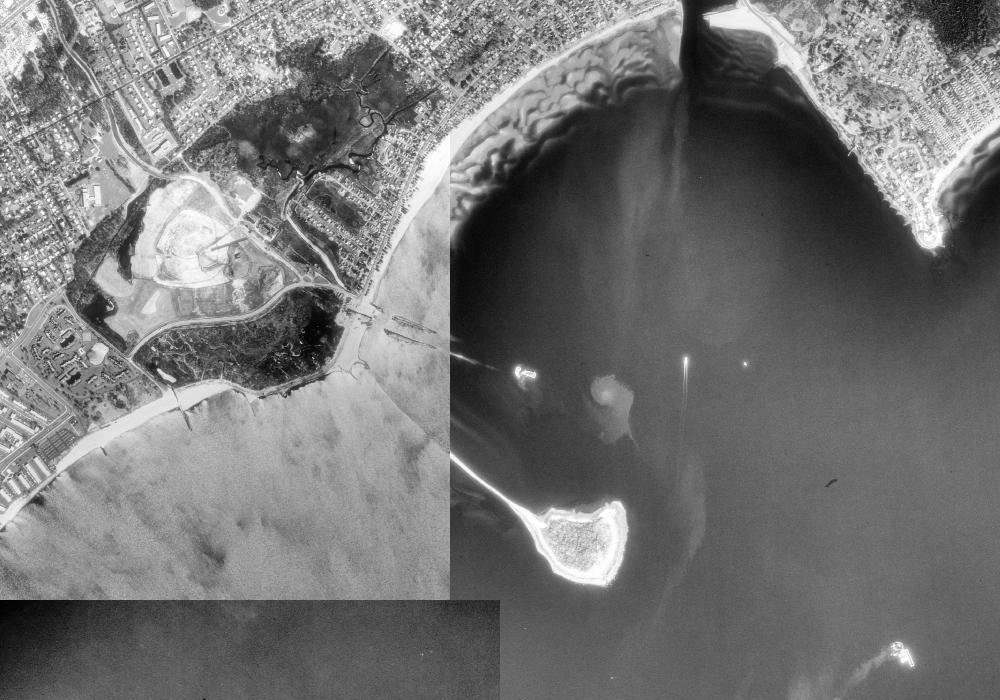
Silver Sands

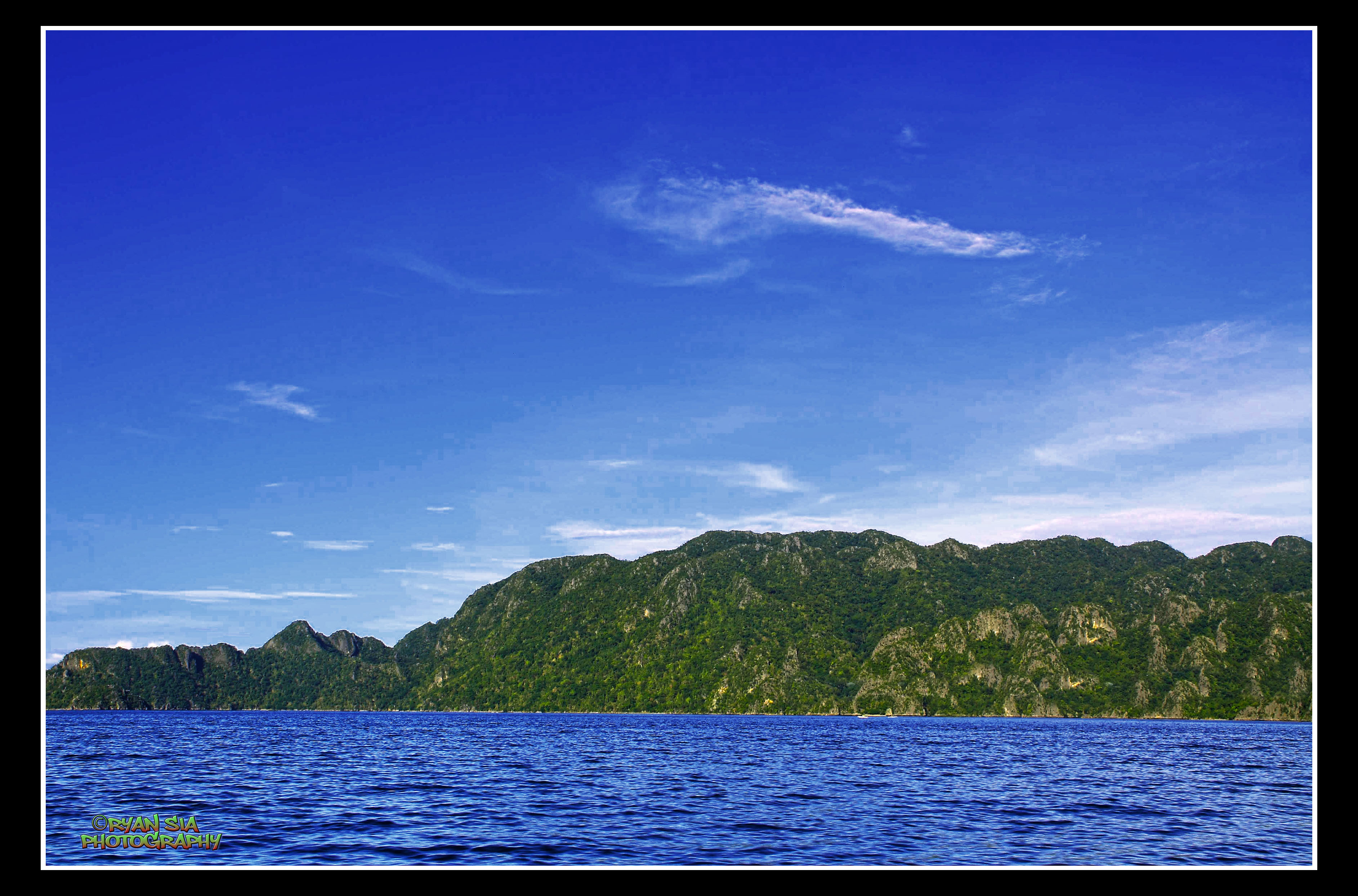
Île du "Sleeping Giant"

Liste des parcs d'État du Connecticut aux États-Unis d'Amérique par ordre alphabétique. Ils sont gérés par le Connecticut State Parks and Forests.
- American Legion
- Beckley Iron Furnace
- Bigelow Hollow
- Black Rock
- Bluff Point
- Burr Pond
- Campbell Falls
- Chatfield Hollow
- Cockaponset
- Collis P. Huntington
- Connecticut Valley Railroad
- Day Pond
- Dennis Hill
- Devils Hopyard
- Dinosaur
- Fort Griswold Battlefield
- Fort Trumbull
- Gay City
- Gillette Castle
- Haddam Meadows
- Haley Farm
- Hammonasset Beach
- Harkness Memorial
- Haystack Mountain
- Hopeville Pond
- Housatonic Meadows
- Hurd
- Indian Well
- John A. Minetto
- Kent Falls
- Kettletown
- Lake Waramaug
- Macedonia Brook
- Mansfield Hollow
- Mashamoquet Brook
- Millers Pond
- Mohawk Mountain
- Mount Tom
- Natchaug
- Nehantic
- Nipmuck
- Osbornedale
- Pachaug
- Penwood
- Peoples
- Putnam
- Quaddick
- Rocky Neck
- Salmon River
- Selden Neck
- Sherwood Island
- Silver Sands
- Sleeping Giant
- Southford Falls
- Squantz Pond
- Stratton Brook
- Talcott Mountain
- Wadsworth Falls
- West Rock Ridge
- Wharton Brook